# Dugódíj

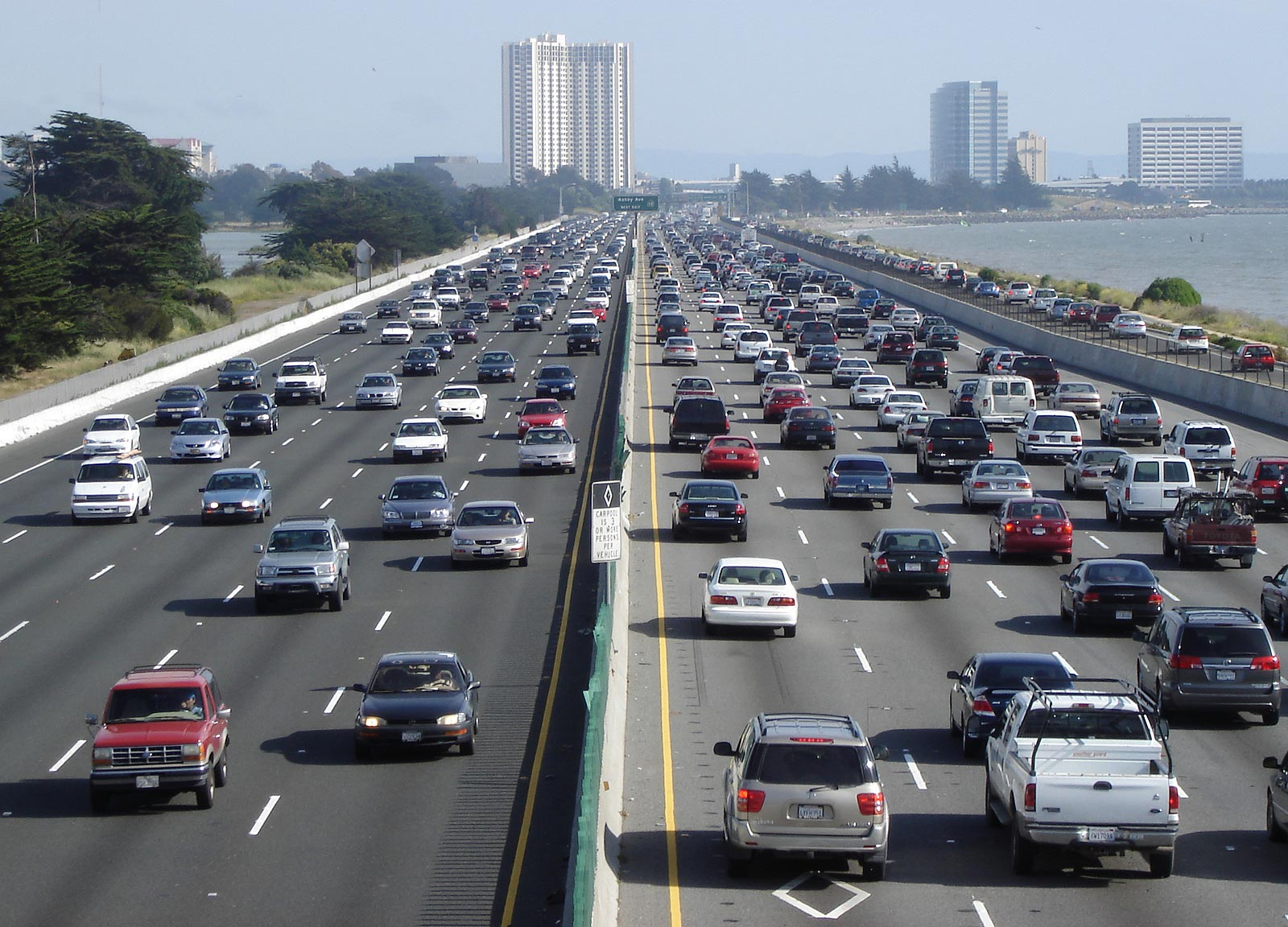
Torlódás egy városi autópályán (I-80 Eastshore Freeway, Berkeley, Kalifornia)

A dugódíj (angolul: congestion charge) az útdíj egy fajtája, amelyet olyan utakon vetnek ki, ahol a túlzott kereslet miatt torlódások alakulnak ki. A díj szabályozza a keresletet, lehetővé téve a torlódások kezelését a kínálat növelése nélkül. A piacgazdaság elvei szerint az úthasználók a díj révén fizetnek az általuk létrehozott negatív externáliákért, így jobban tudatosulnak bennük a másoknak okozott költségek és a környezetre gyakorolt hatások.
Ebben a megközelítésben a dugódíj gyakorlatilag egy Pigou-elven működő adó, lényege, hogy a környezet terhelését a szennyező megadóztatásával csökkenti. Azért van erre szükség, mert a gazdaság egyensúlya eltolódik a társadalmilag optimális ponttól, ugyanis a szennyező a tevékenységével haszonhoz jut, a költségek azonban nem őt, hanem másokat terhelnek. A dugódíjból befolyó összeget ennek az externális hatásnak a csökkentésére lehet fordítani, pl. parkokat lehet belőle építeni a levegőminőség javítására, fejleszteni lehet a tömegközlekedést, a parkolási lehetőségeket stb.
Jelenleg csak néhány városban működik dugódíj, köztük Szingapúrban, Londonban, Stockholmban, Milánóban és néhány kisebb városban. Fő típusai egy kordonon való áthaladásért, egy adott területen való tartózkodásért, illetve egy adott útszakasz vagy infrastrukturális elem használatáért szedett díj.

## Működő rendszerek
Dugódíj a gyakorlatban szinte kizárólag városi környezetben működik, mivel a forgalmi dugók főként a belvárosokban és azok környékén jellemzők. A franciaországi A1-es autópálya a kevés kivétel közé tartozik; ezen a Lille és Párizs közötti útvonalon 1992-ben vezettek be hétvégénként dugódíjat a vasárnap délután és este a fővárosba visszatérő forgalom időbeli szétterítése érdekében.

### Szingapúr

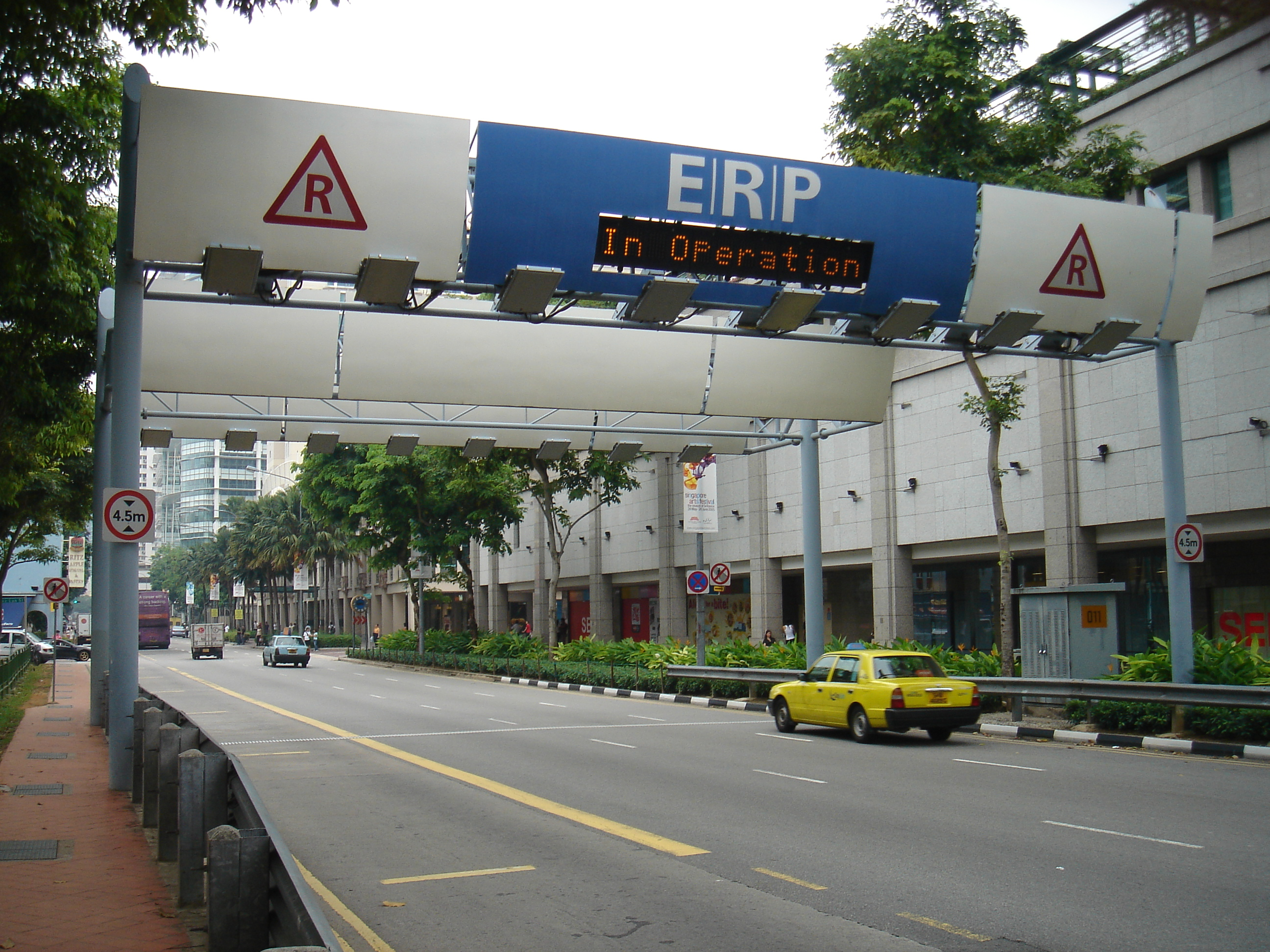
Elektronikus díjszedő kapu Szingapúrban

Az első gyakorlatban működő rendszert Szingapúrban vezették be 1975-ben. Az első javaslatot 1973-ban állította össze egy bizottság, majd egyéves nyilvános konzultáció alapján véglegesítették. A dugódíj bevezetése egy komplex intézkedéscsomag része volt, amely az útdíj mellett a gépjárművekre kivetett importvámok emelését, az új járművekre kivetett regisztrációs illeték bevezetését és fokozatos emelését, a parkolási díj bevezetését és a közösségi közlekedés fejlesztését tartalmazta. A díjköteles terület kezdetben 6,10 km² volt, ami fokozatosan 7,25 km²-re emelkedett; az üzleti negyedre terjedt ki, amelyet 31 ellenőrzőponton át lehetett megközelíteni. Eleinte csak a hétköznap és szombat reggeli csúcsidőszakban kellett fizetni az előreváltott – napi vagy havi érvényességű – papíralapú engedélyekért, amelyeket manuálisan ellenőriztek az ellenőrzőpontoknál. Az autókat nem állították meg, de rögzítették azok rendszámát, amelyek szélvédője mögött nem látszott az érvényes színkóddal ellátott engedély, és utólag behajtották a bírságot. A díjköteles időszakot 1989-ben a hétköznap esti csúcsidőszakra, 1994-ben pedig a hétköznap és szombat napközbeni időszakra is kiterjesztették.
A gyors technológiai fejlődésnek köszönhetően a díjszedés később egyszerűbbé vált: Szingapúr 1998-ban állt át elektronikus díjszedésre. 1995-ben döntöttek a DSRC technológia mellett; a járművekbe helyezett fedélzeti egység kommunikál az ellenőrzőkapukban elhelyezett eszközökkel, a nem fizetők rendszámát pedig kamerarendszer rögzíti. A bevezetés hatására a belvárosban 10–15%-kal csökkent a forgalom, mert bár a díjtételek nem emelkedtek, az új rendszerben minden behajtásért külön kell fizetni.

### London
Londonban 2003 februárjában vezettek be dugódíjat, de több más nagyvárosban is élnek ezzel az eszközzel.

## Tervezett rendszerek

### Budapest

#### Előzmények
Szakértői szinten már 1992-ben felmerült a budapesti dugódíj bevezetésének lehetősége. Pápay Zsolt és kollégái a londoni díjfizetési rendszer kidolgozásának idején vizsgálták a problémát. A szerzők arra a következtetésre jutottak, hogy a dugódíj bevezetése elkerülhetetlen, mivel a városi környezetet és a forgalmi körülményeket a járműpark növekedése miatt óvni kell. A külföldi modellt figyelembe véve a szerzők hangsúlyozták, hogy a dugódíj bevezetésével egy időben számos egyéb intézkedésre is szükség lesz, így fejleszteni kell a városi úthálózatot, a közlekedésirányítás és a tömegközlekedést. A következő tanulmány, amely a kérdéssel foglalkozott, 1999-ben jelent meg. A Transman Kft. számításai szerint 1995-ös áron számolva évi 7 milliárd forint bevétele származott volna a fővárosnak a dugódíjból, illetve a Nagykörúton belül a gépkocsik forgalma 40 százalékkal csökkent volna. A kutatást végzők felhívták a figyelmet, hogy a dugódíj bevezetése előtt fejleszteni kell az elkerülő utak hálózatát. A politika és a döntéshozók beszédébe Demszky Gábor emelte be a dugódíjat, mégpedig 2007-ben, amikor az Európai Mobilitási Hét megnyitóján tartott beszédében hangsúlyozta: nem lát más megoldást a belső városrészek környezeti terhelésének csökkentésére. A főpolgármester akkor 2011-re tervezte a dugódíj bevezetését, de voltak olyan vélemények is, amelyek szerint két év alatt, vagyis 2009-re be lehetett volna vezetni a dugódíjat.

#### Előkészítés
Budapesten 2009-ben a Városkutatás Kft. készített egy részletes tanulmányt a dugódíj bevezethetőségéről.
Az Európai Unió azzal a feltétellel támogatja az M4-es metróvonal megépítését, hogy a főváros a metró átadásáig dugódíjat vezet be a belvárosban.
A 2010-es önkormányzati választások kampányában – különböző hangsúlyokkal és feltételekkel – három párt, a Fidesz, az MSZP és az LMP programja is tartalmazta a dugódíj bevezetését. A Fővárosi Közgyűlés 65 millió forintot szavazott meg a Budapesti Közlekedési Központnak (BKK) erre a feladatra. Tarlós István főpolgármester szerint be kell vezetni a dugódíjat, amint a feltételei adottak; ez 2016 körül történhet meg.
A fővárosi önkormányzat 2019. áprilisában közzétette az elkövetkezendő 6-11 évre vonatkozó, azaz 2030-ig tervezett, Budapest közlekedésfejlesztési irányvonalát meghatározó ún. Budapesti Mobilitási Tervet. A terv az élhető városi környezet, a biztonságos, kiszámítható és integrált közlekedés megvalósulását célozza. A dokumentum egyelőre egyeztetési, véleményezési fázisban van és háromféle költségvetéssel – alacsony, közepes, teljes – vázolják fel a lehetséges beruházásokat, fejlesztéseket. A három költésgvetésben ugyanakkor közös, hogy mindegyik számol a behajtási díj, közkeletű nevén dugódíj bevezetésével már az I. ütemben, azaz 2021-2025 között. A projekt megvalósítására 3,3 milliárd forintot szánnának.

#### Jellemzők

##### A díjfizető zóna
A 2009-es tanulmányban három zónahatárt vizsgált meg részletesebben: egy Nagykörút által határolt, egy Hungária körút által határolt és egy, a kettő ötvözésével kialakítható kétzónás rendszert. Az akkori vizsgálatok alapján a legkedvezőbb a Pesten a Hungária gyűrű, Budán a budai körút által határolt, 31 km² területű zóna lenne.

##### Díjfizetés
A BKK jelenleg [mikor?] 1-2 BKK-jegy árának megfelelő díjat, valamint ingyenes éjszakai és hétvégi használatot tart elképzelhetőnek, ami összhangban van a 2009-es tanulmány javaslataival. A díjtételek differenciálására is lehetőség van az autók környezetvédelmi paraméterei, valamint a zónahatár átlépésének időpontja és iránya szerint.
A BKK tervei szerint széles körű fizetési lehetőségeket biztosítanának a használóknak: internetes, mobiltelefonos, bankszámlához kötött és egyéb intelligens fizetési megoldásokban gondolkoznak.

##### Üzemeltetés és technológia
A díjfizetést – a legtöbb más városhoz hasonlóan – valószínűleg Budapesten is kamerás rendszámfelismerő rendszerrel ellenőrzik majd.

##### Hatások
A BKK a dugódíjtól azt várja, hogy az autózás helyett más, fenntarthatóbb közlekedési módok – gyaloglás, kerékpározás, közösségi közlekedés – kedvezőbb helyzetbe kerülnek.
A Városkutatás Kft. számításai szerint 580 Ft-os díj és 2013-as bevezetés esetén a Nagykörúton belül 18%-kal, a Nagykörút és a Hungária körút között 11%-kal, a város egészére nézve pedig 5%-kal csökkenne a forgalom. Az átrendeződések miatt az Árpád hídon, a Lágymányosi hídon és a zónát határoló utakon emelkedne valamelyest a forgalom. A közösségi közlekedés forgalma a belvárosban 7-8%-kal, a város egészét nézve 5,2%-kal emelkedne. 2009 óta azonban több okból átrendeződött a forgalom, ami a dugódíj várható hatásait is módosítja.
A dugódíj hatására a légszennyezettség is csökkenhet, bár nem ilyen arányban; a határérték-túllépések problémáját ez az intézkedés önmagában nem oldja meg.

##### Bevételek és költségek
2009-es becslések szerint, akkori árakon a rendszer bevezetésének költsége – a feltétlenül szükséges kapcsolódó beruházásokkal együtt – változattól függően 22–37 milliárd forint körül várható. Ez az ellenőrző rendszer kiépítése mellett magában foglalja a közösségi közlekedés kapacitásának szükséges bővítését, a közösségi közlekedés előnyben részesítését, gyalogos és kerékpáros fejlesztéseket, valamint a zónahatárok környékén szükséges forgalomtechnikai korrekciókat. Az éves bevételek nagyságrendje a 30 milliárd forintot is elérheti, így pénzügyileg megtérülő projektről van szó.

## Fordítás
- Ez a szócikk részben vagy egészben a Congestion pricing című angol Wikipédia-szócikk ezen változatának fordításán alapul.  Az eredeti cikk szerkesztőit annak laptörténete sorolja fel. Ez a jelzés csupán a megfogalmazás eredetét és a szerzői jogokat jelzi, nem szolgál a cikkben szereplő információk forrásmegjelöléseként.